# Министерство финансов Румынии
Министерство финансов Румынии (рум. Ministerul Finanțelor) действует в качестве специализированного органа центрального публичного управления, подчиненного Правительству Румынии. Реализует стратегию и программу Правительства в области экономики и государственных финансов. С 23 декабря 2024 года ведомство возглавляет Барна Танчос.

## Подведомственные учреждения
- Национальная налоговая администрация
- Финансовая гвардия
- Национальное таможенное управление
- Национальное управление по имущественной реституции
- Национальная комиссия по прогнозированию
- Румынское агентство по устойчивому развитию промышленной зоны
- Ассоциация стандартизации Румынии — ASRO
- Национальная компания «Национальная печать»
- Национальная газовая компания «Румгаз»
- Национальная газотранспортная компания «Transgaz»
- Компания-производитель электрической и тепловой энергии «Termoelectrica»
- Компания «Electrocentrale» Бухарест
- Компания «Electrocentrale» Дева
- Компания «Electrocentrale» Галац
- Компания-производитель электроэнергии «Hidroelectrica»
- Национальная электросетевая компания «Transelectrica»
- Национальное общество «Nuclearelectrica» — Бухарест
- Урановая Национальная компания — Бухарест
- Национальная компания меди, золота и железа «Minvest»
- Национальная компания драгоценных и цветных металлов «Ремин»
- Компания «Minbucovina»
- Национальная угольная компания
- Национальная компания бурого угля «Олтении»
- Национальная угольная компания
- Горнодобывающая компания «Банат Анина»
- Компания «Moldomin»
- Национальный институт исследований и развития горной безопасности и взрывозащиты
- Национальный институт исследований металлов и радиоактивных ресурсов
- Национальный институт исследований и развития промышленной экологии
- Национальный научно-исследовательский институт сварки и испытания материалов
- Национальный научно-исследовательский институт развития цветных и редких металлов
- Национальный институт исследований и развития точной механики
- Национальный научно-исследовательский институт химической и нефтехимической промышленности
- Национальный институт исследований и развития нефтяного оборудования
- Национальное агентство радиоактивных отходов
- Румынское агентство по энергосбережению